# Archidiocèse d'Eger
L'archidiocèse d'Eger (Egri Főegyházmegye) est situé au nord-est de la Hongrie autour de la ville d'Eger. Il est dirigé par l'archevêque Csaba Ternyák (de) depuis 2007. 

## Territoire
L'archidiocèse comprend l'ensemble du comitat de Borsod-Abaúj-Zemplén, la quasi-totalité de celui de Heves et la partie centre-nord de Jász-Nagykun-Szolnok.
Le siège se trouve à Eger, où se trouve la cathédrale Saint-Jean-l'Apôtre (Szent János apostol). À Sárospatak se trouve la basilique mineure Sainte-Élisabeth dédiée à Élisabeth de Hongrie. 
Le territoire couvre 11 500 km², et il est divisé en 310 paroisses.
La province ecclésiastique d'Eger, créée en 1804, comprend deux  diocèses suffragants, Debrecen-Nyíregyháza et de Vác. 

## Historique
Le diocèse a été érigé vers 1004, après la conversion des Hongrois au christianisme, et il était soumis à la province ecclésiastique d'Esztergom. L'œuvre d'évangélisation s'est poursuivie au cours des décennies suivantes avec la proclamation de l'Évangile aux peuples encore païens des Coumans et des Petchénègues, qui s'étaient installés sur le vaste territoire du diocèse. Le travail de construction des structures diocésaines a été durement éprouvé par l'invasion mongole de 1241-42 ; tout a été détruit, y compris l'ancienne cathédrale, qui avait été construite près du château d'Eger et dédiée aux saints Jean Baptiste et Évangéliste. 
Le 9 août 1804, le diocèse est élevé au rang d'archidiocèse métropolitain par la bulle Super universas du pape Pie VII. Dans le même temps, son vaste territoire est subdivisé avec la création de deux nouveaux diocèses, Košice et Satu Mare, qui deviennent des diocèses suffragants d'Eger avec les diocèses déjà existants de Rožňava et de Spiš. 
Le 31 mai 1993, l'archidiocèse a cédé une partie de son territoire au profit de l'érection du diocèse de Debrecen-Nyíregyháza, et d'autres portions de territoire ont été cédées aux diocèses de Vác et de Szeged-Csanád, prenant ainsi sa physionomie territoriale actuelle. En même temps, l'archidiocèse d'Eger, qui n'avait plus de suffragants depuis 1937, a reçu les diocèses de Debrecen-Nyíregyháza et de Vác. 